# Crump Trench British Cemetery
Le Crump Trench British Cemetery est un cimetière militaire de la Première Guerre mondiale, situé sur le territoire de la commune de Fampoux, dans le département du Pas-de-Calais, au nord-est d'Arras.

## Localisation
Ce cimetière est situé au milieu des bois, à 1,5 km au sud-est du village, sur la rive gauche de la Scarpe.

## Histoire

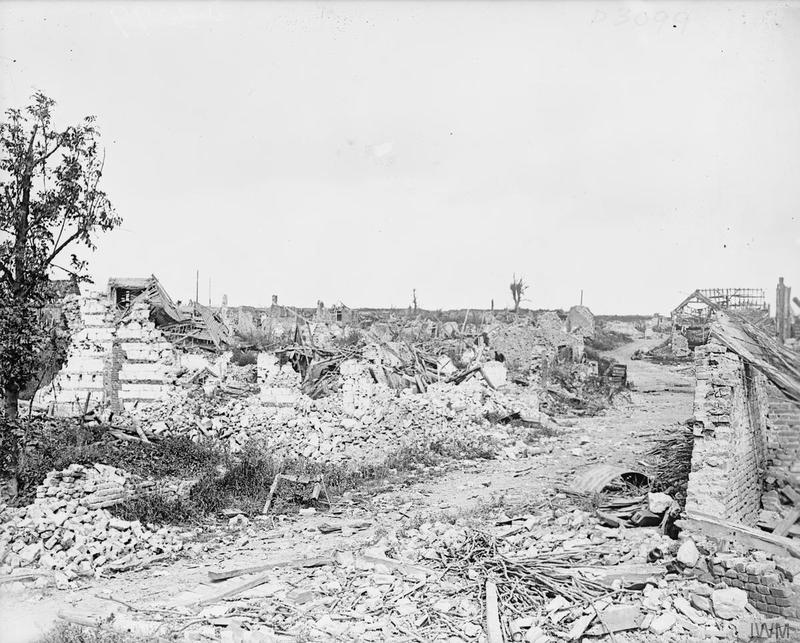
Ruines de Fampoux libérée par la 51e Division britannique le 29 août 1918.

Aux mains des Allemands depuis le début de la guerre, le village de Fampoux est pris par les troupes britanniques le 11 avril 1917, lors de la bataille d'Arras . 
Il reste proche de la ligne de front alliée, mais une partie est perdue le 28 mars 1918 lors de l'offensive du printemps de l'armée allemande. Le village, complètement en ruines, sera finalement libéré par la 51e division d'infanterie Highland le 26 août 1918.
Le cimetière britannique de Crump Trench a été créé à proximité de la Tranchée Crump pour inhumer les soldats victimes des combats entre avril et août 1917.
Ce cimetière contient 215 sépultures du Commonwealth de la Première Guerre mondiale dont 74 ne sont pas identifiées. Il y a également deux sépultures de soldats allemands,.

## Caractéristiques
Ce cimetière, entouré d'un muret de silex, a un plan rectangulaire très allongé de 55 m sur 10.
Il est conçu par l'architecte britannique Noel Ackroyd Rew  (d).

## Sépultures
| Pays        | Sépultures |
| ----------- | ---------- |
| Royaume-Uni | 215        |
| Allemagne   | 2          |
| Total       | 217        |

## Galerie

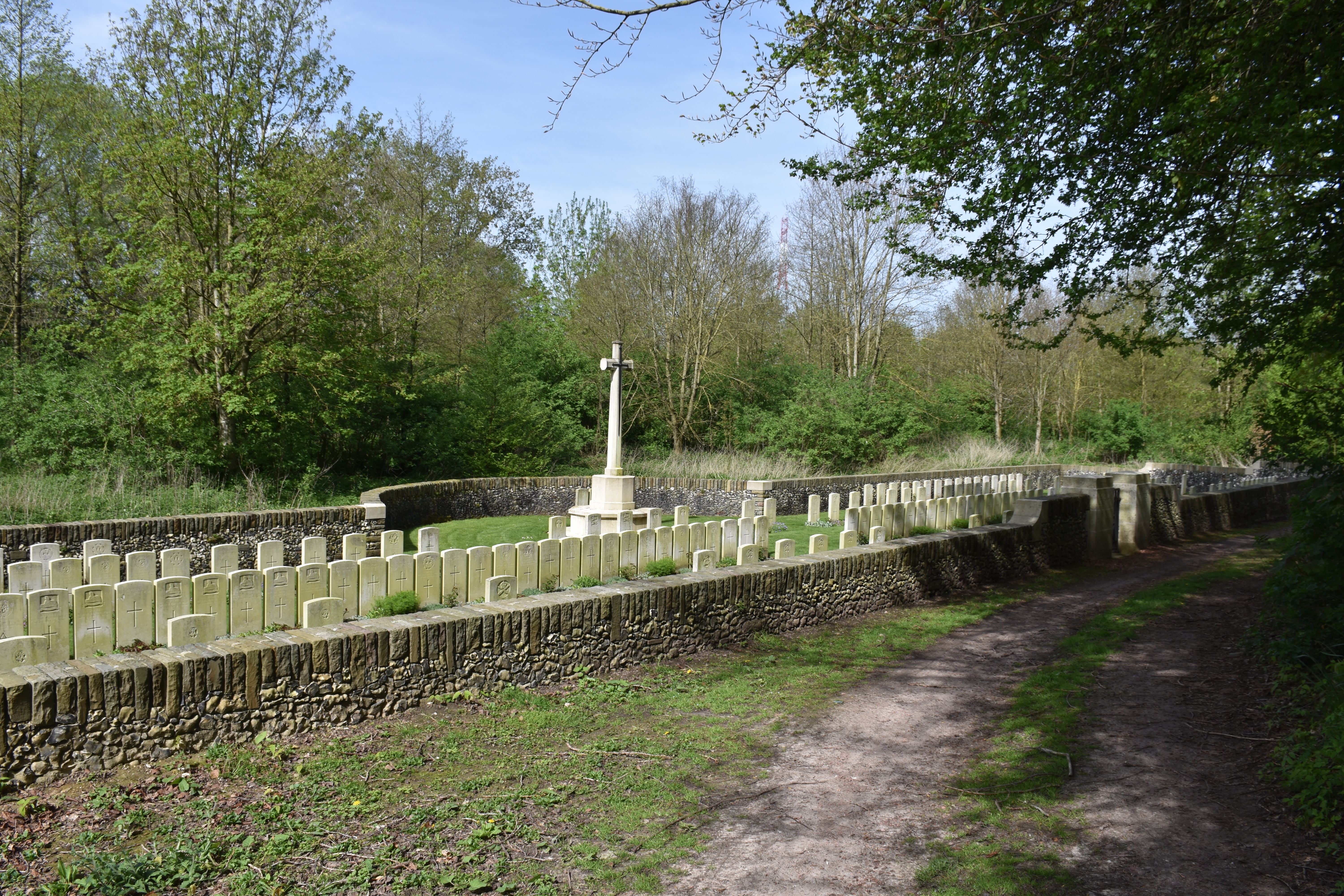
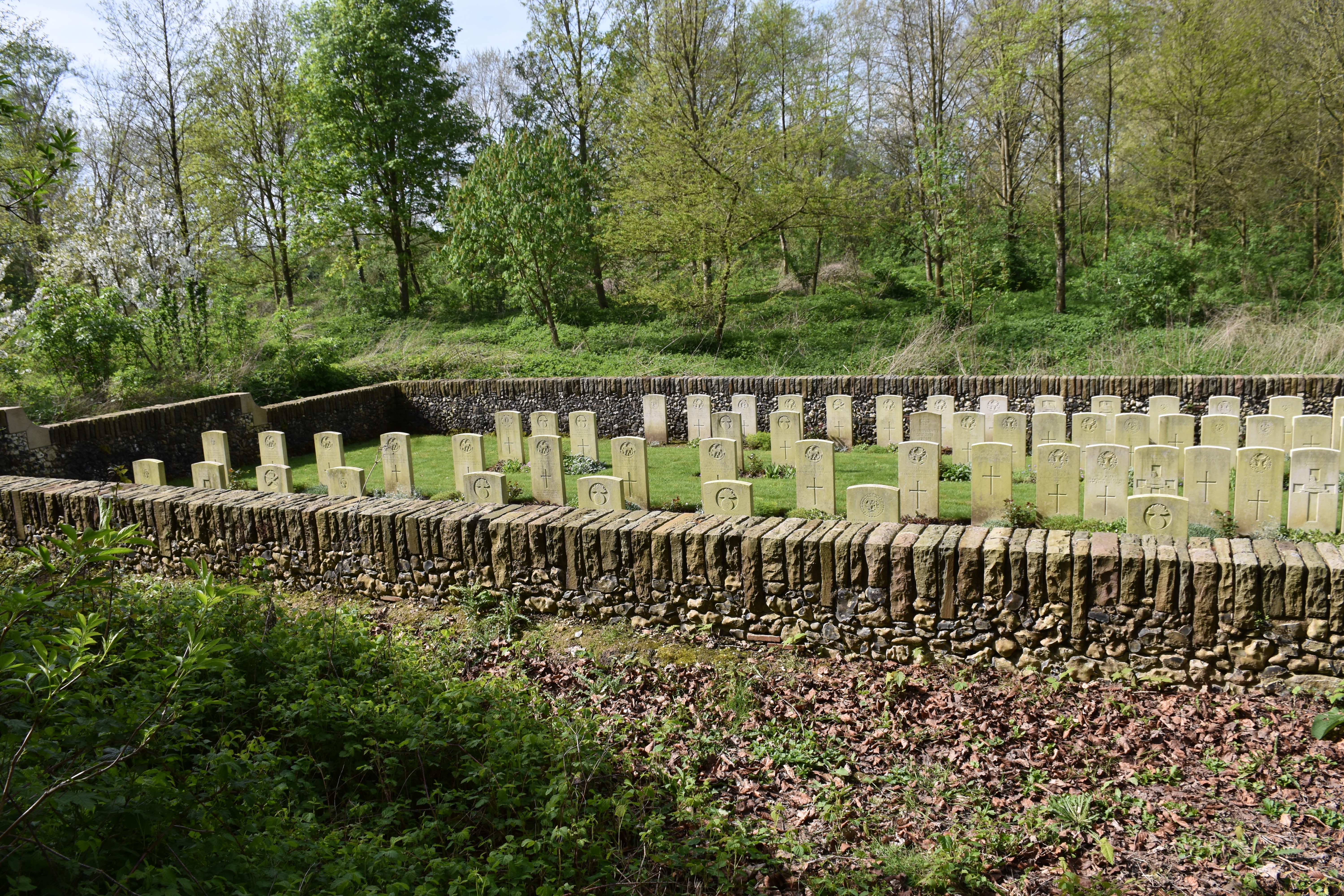
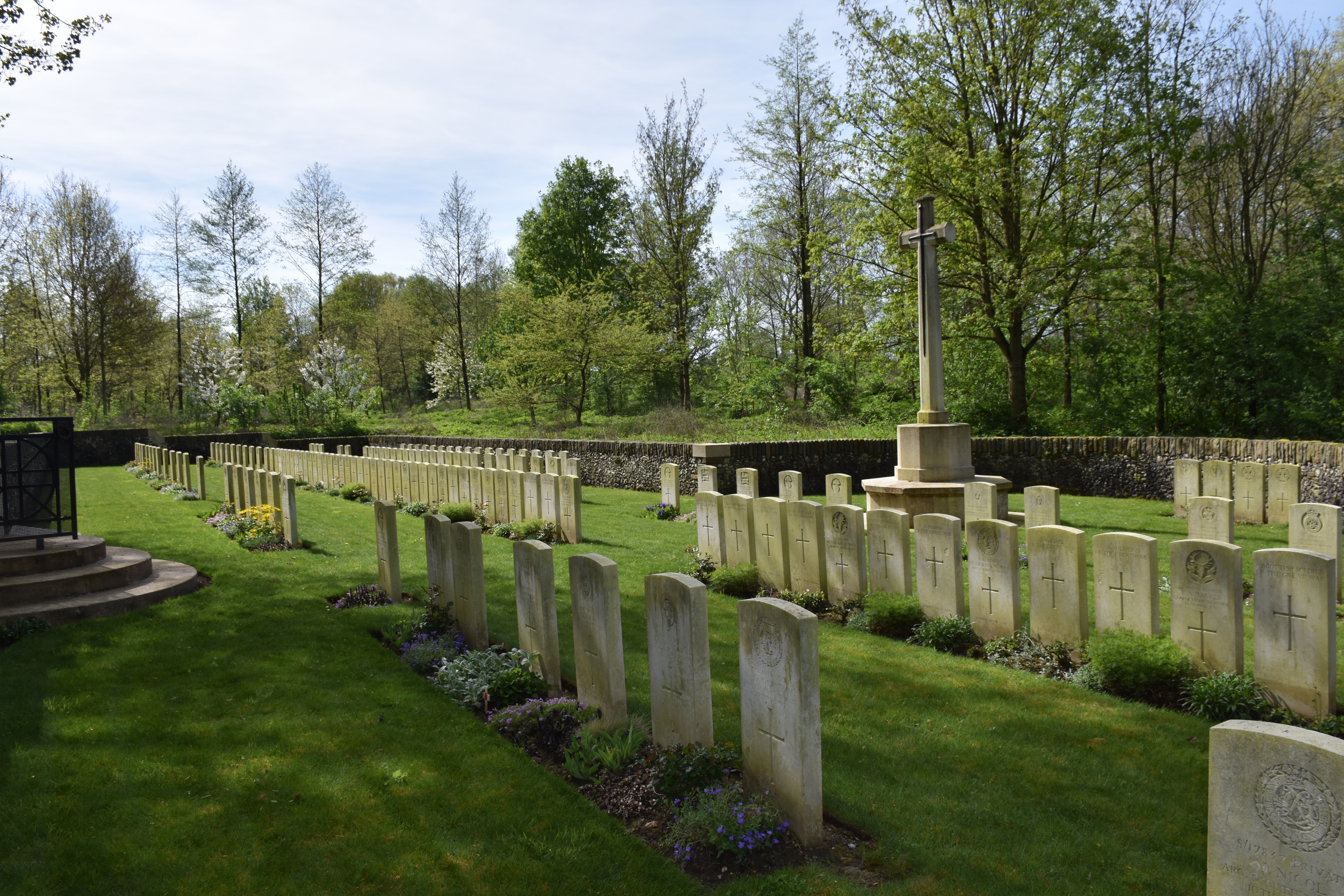
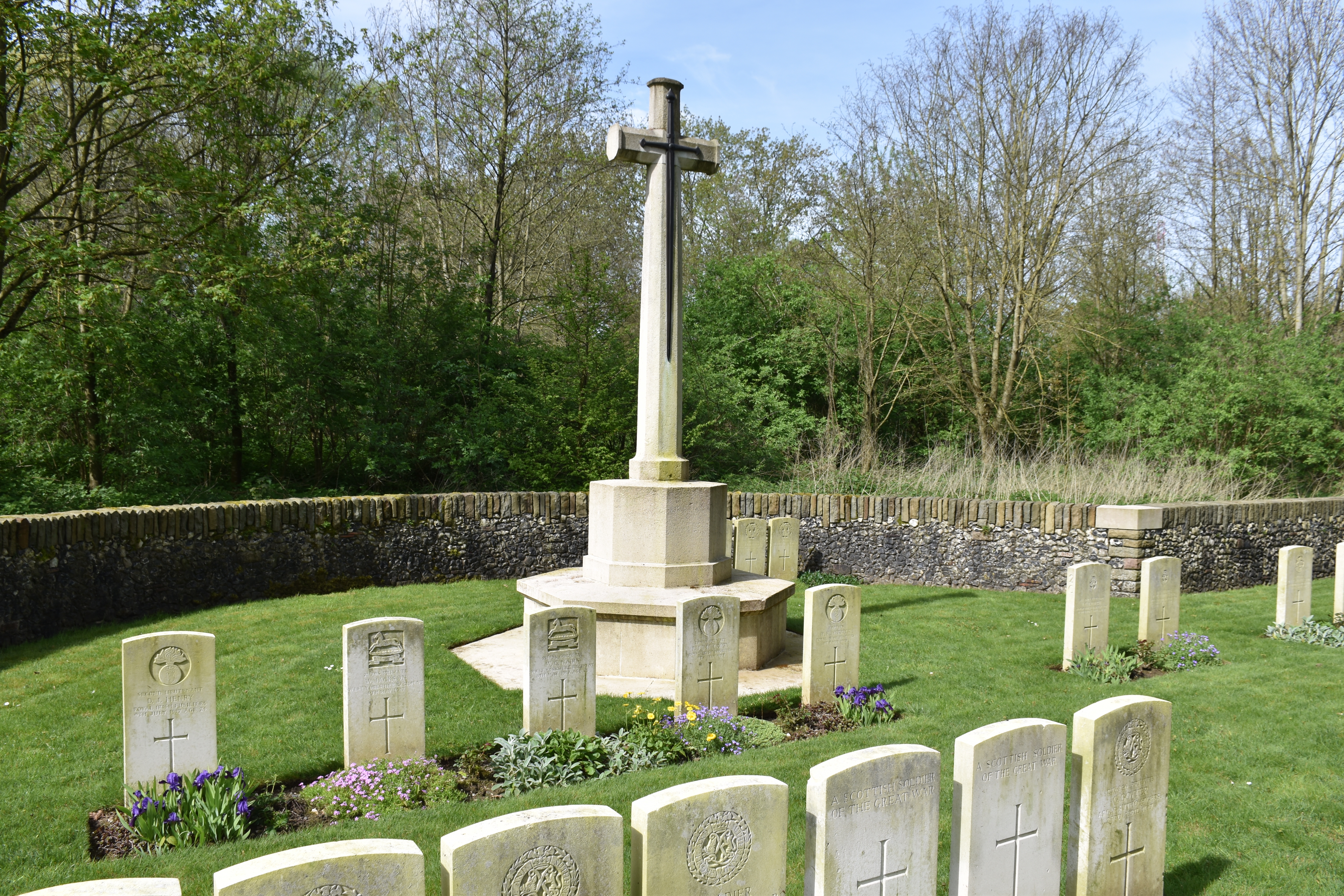
La Croix du Sacrifice s'élève dans un arc de cercle.
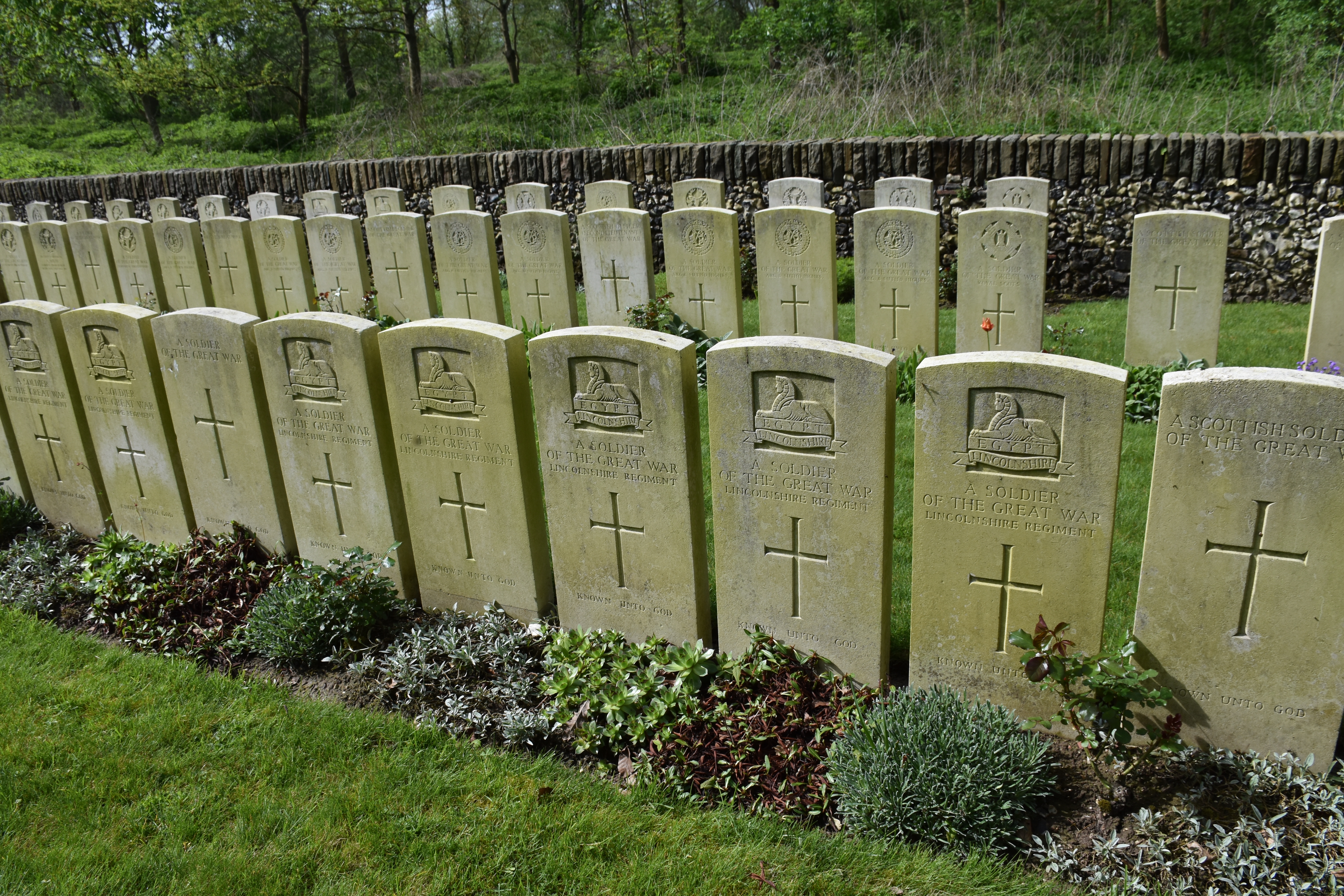
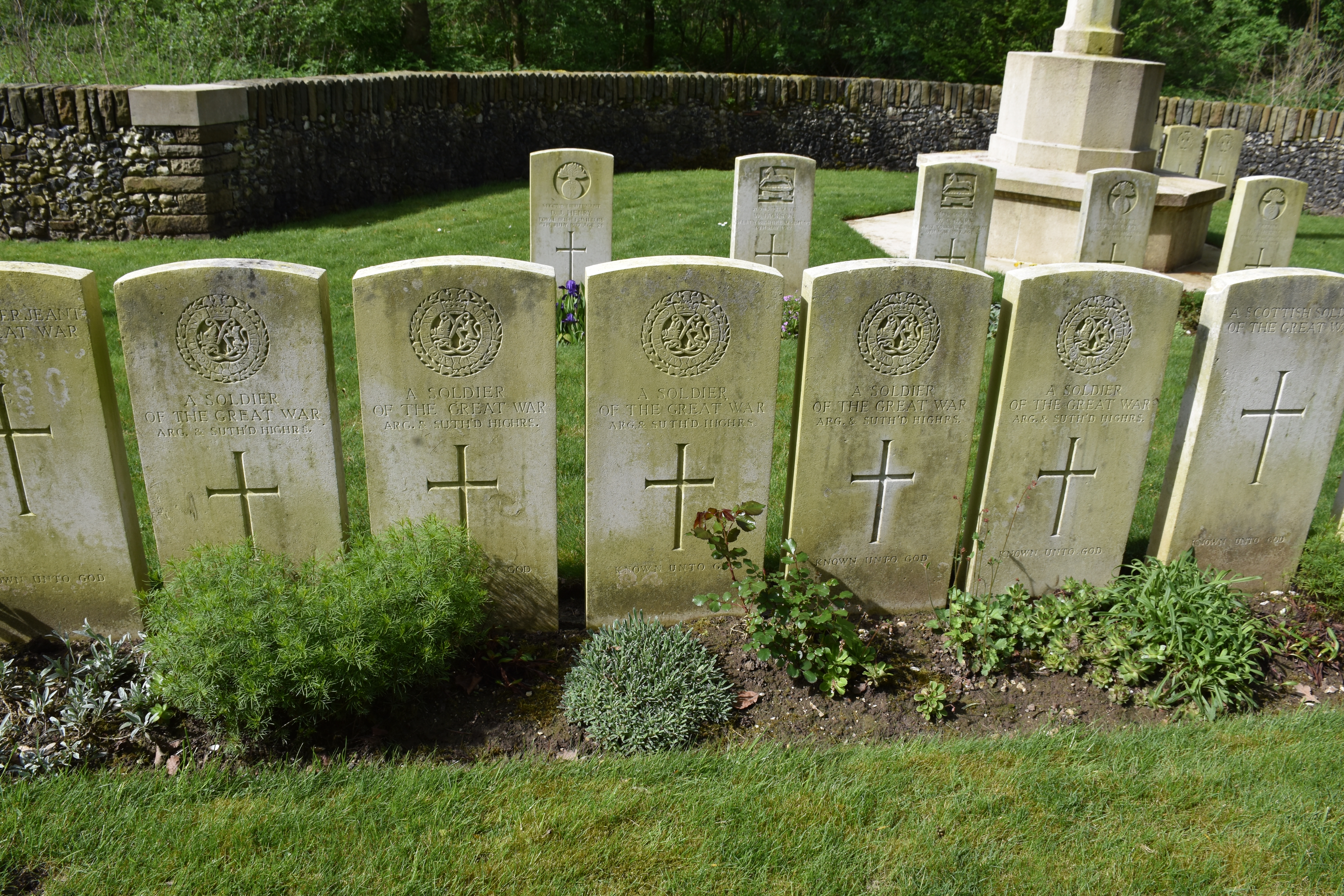
Tombes de soldats inconnus du Bataillon des Argyll and Sutherland Highlanders.

## Pour approfondir